# Filippo Buonaccorsi
Filippo Buonaccorsi (gelatiniseerd: Philippus Callimachus Experiens; San Gimignano, 2 mei 1437 - Krakau, 1 november 1496) was een Italiaans humanist, schrijver en diplomaat die actief was in Polen.

## Biografie

### Vroege jaren en studie
Filippo Buonaccorsi werd geboren in San Gimignano in een familie van handelaren. In 1459 werd hij verkozen tot prior populi van San Gimignano. Na zijn periode in zijn thuisstad verbleef hij eerst tijdelijk in Siena en tussen 1460 en 1462 aan de zijde van zijn broer in Venetië. Buonaccorsi studeerde vanaf 1462 aan de Academia Romana in Rome van Pomponius Laetus en legde zich toe op humanistische studies. In 1468 werd Buonaccorsi beschuldigd voor het beramen van een moordaanslag op paus Paulus II. Hij wist zijn arrestatie te voorkomen door op de vlucht te slaan. Bij zijn vlucht liet hij verscheidene papieren achter, maar de homoseksuele dichtregels leverde hem een reputatie op als sodomiet. In een van deze gedichten noemde Buonaccorsi een andere leerling van Laetus "zijn Ganymedes". Daarnaast refereerde hij in zijn gedichten ook naar Lucio Fazini, die in 1481 bisschop van Segni werd.

### Op de vlucht
Hij vluchtte eerst naar Trani waar hij vervolgens een schip nam naar de Griekse eilanden en wist Cyprus te bereiken. De pauselijke legaat, Atanasio Calceofilo, eiste van koning Jacobus III van Cyprus de arrestatie van Buonaccorsi. Hierop verklaarde de koning hem tot persona non grata en gaf hij Buonaccorsi de gelegenheid om van het eiland te vertrekken. In de zomer van 1469 bereikte hij het eiland Chios. Hier ontmoette hij een aantal oud-medestudenten uit Rome en gezamenlijk vatte ze het plan op om het door Genua bezette eiland te geven aan de Ottomanen. De politie kreeg lucht van de zaak en wist de samenzwering te stoppen. Opnieuw was Buonaccorsi genoodzaakt te vluchten en dit keer week hij uit naar Constantinopel.
Voor een periode van negen maanden verbleef Buonaccorsi in het huis van Francesco Ugolini, die ook betrokken geweest bij de samenzwering op Chios. Tijdens zijn verblijf in de Ottomaanse hoofdstad leerde hij een ver familielid kennen, Arnolfo Tedaldi, die voornamelijk resideerde in Polen. Tedaldi verschafte Buonaccorsi de gelegenheid om zich in een christelijk land te vestigen, een land waar een Italiaanse gemeenschap leefde en de mogelijkheid om verder te studeren aan de Jagiellonische Universiteit. Ook de kans om het beschermheerschap te krijgen van de Poolse humanist Gregorius van Sanok liet hij in zijn overweging meewegen.

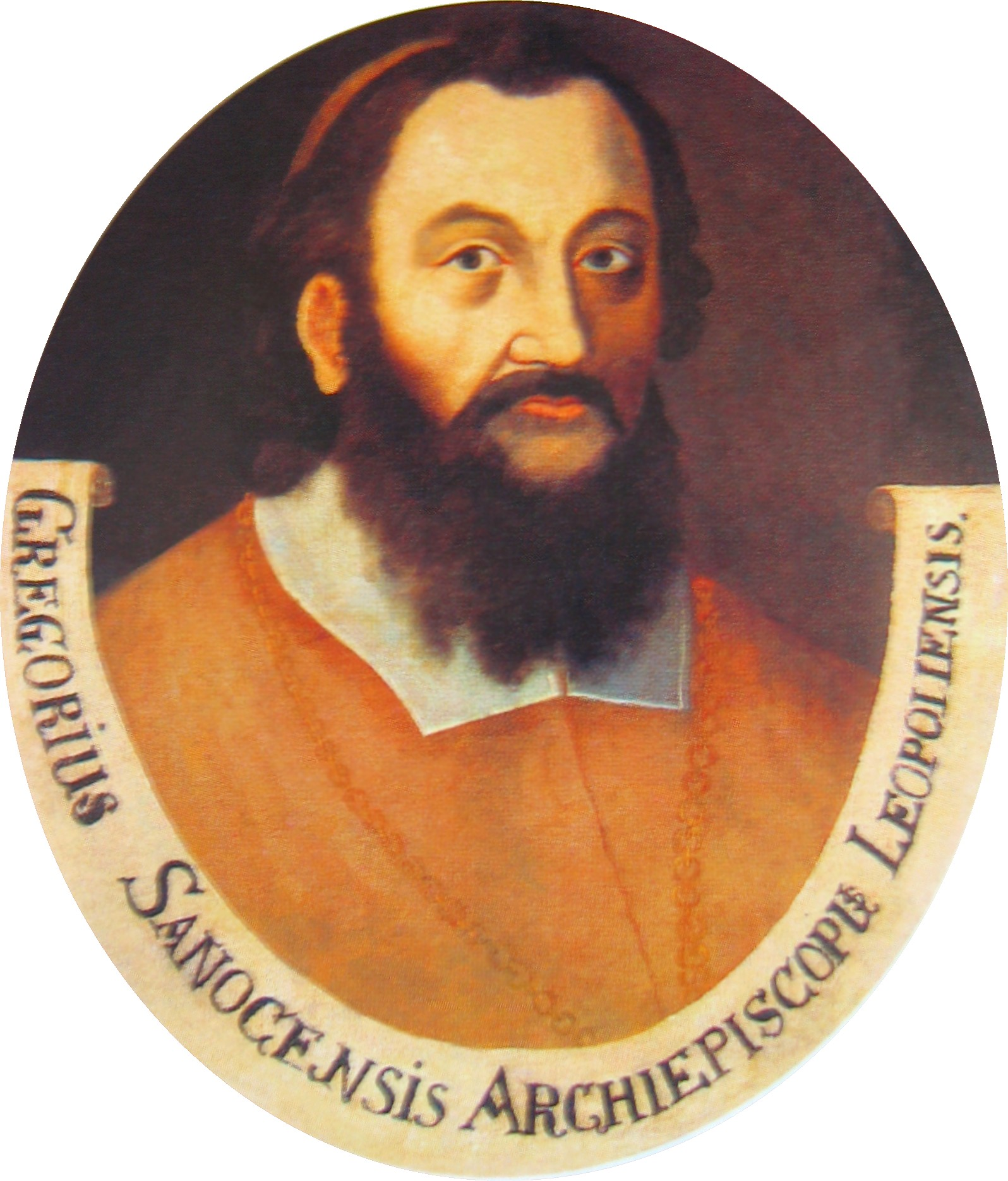
Gregorius van Sanok, de beschermheer van Buonaccorsi in Polen.

### Eerste jaren in Polen
In november 1470 werd Buonaccorsi door Gregorius van Sanok uitgenodigd op dien paleis in Dunajow nadat de Poolse Sejm had toegestemd om Buonaccorsi over te dragen aan de pauselijke autoriteiten. Nadat hij weer in een humanistische omgeving kwam te wonen nam Buonaccorsi de humanistische naam Callimachus Experiens aan. In Dunajow schreef hij de apologia pro vita sua, een memoire of petitie waarin hij zijn keuzes van de afgelopen jaren toelichtte. Met deze petitie hoopte hij de woiwode van Sandomierz te overtuigen om het besluit van de sejm terug te draaien. Met de dood van paus Paulus II in 1471 en de troonsbestijging van paus Sixtus IV kwam er een einde aan de jacht op samenzweerders van de moordaanslag en werd de Academia Romana hersteld. Ondanks dat Buonaccorsi kon terugkeren naar Rome verkoos hij ervoor in Polen te blijven.
Een reden voor het feit van de definitieve keuze voor Polen kan de liefde zijn geweest. Hij schreef verschillende gedichten voor een vrouw die in zijn gedichten genoemd wordt onder de naam Fannia Swentocha. In 1472 werden zijn gedichten die aan haar toegewijd waren gebundeld met de naam Fannietum.

### In koninklijke dienst
Door de vriendschap van Buonaccorsi met Gregorius van Sanok en diens neef Zbigniew Oleśnicki werd hij benoemd tot secretaris van koning Casimir IV van Polen in 1472. Kort daarna maakte hij ook zijn debuut in de internationale politiek en in 1474 schreef hij zijn eerste politiek traktaat: Consilium non ineundae societatis cum Italis in bello contra Turcos suscipiendo. Hierin spreekt hij zich uit tegen de Poolse deelname aan een kruistocht tegen de Turken in opdracht van het Vaticaan. Een tweede traktaat over dit onderwerp volgde in zijn laatste levensjaren: De his qua a Venetis tentata sunt Persis ac Tartaris contra Turcos movendis. Als hoofd van de diplomatieke missie van Polen reisde Buonaccorsi veel op en neer tussen Italië en Constantinopel.

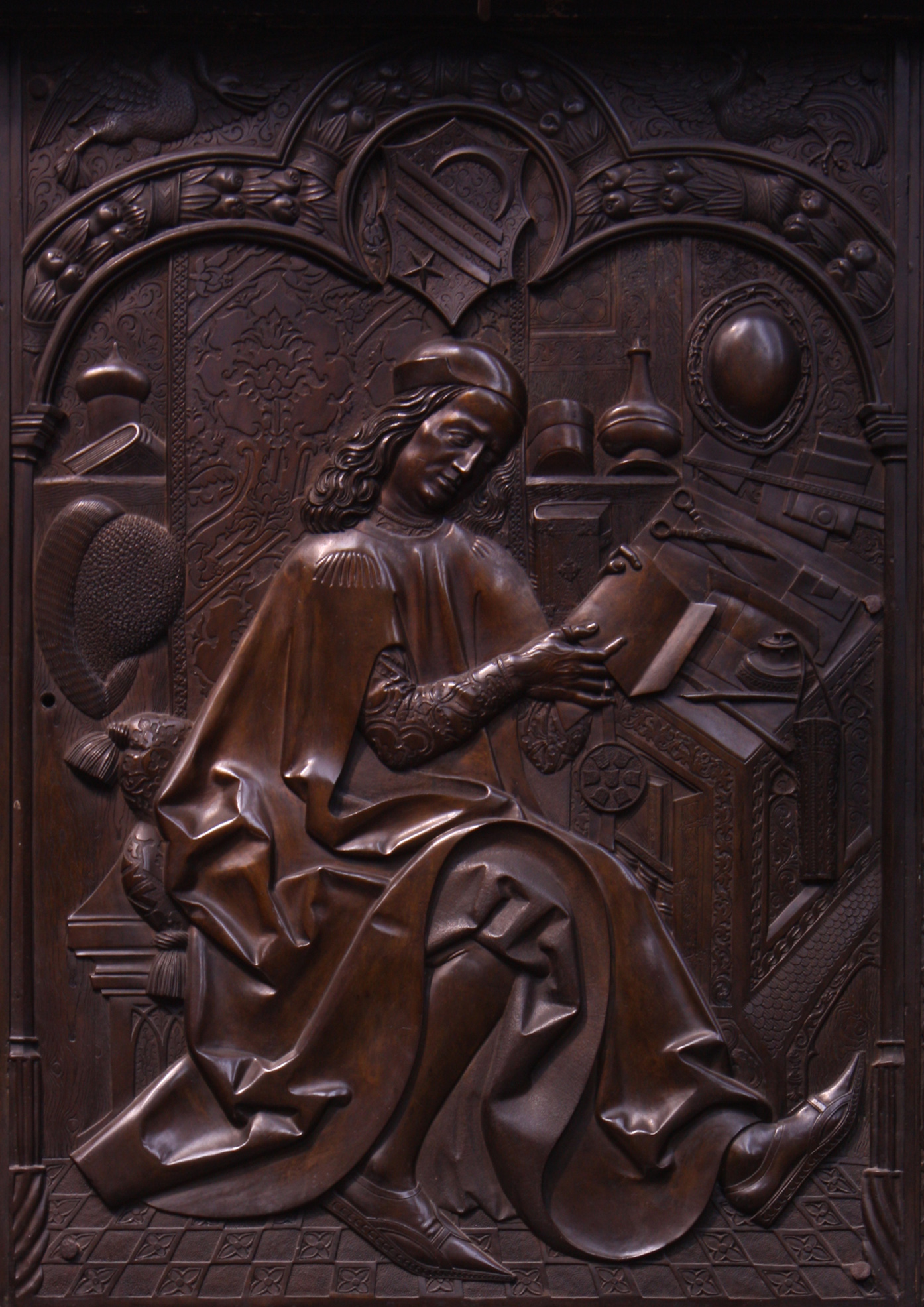
Epitaaf van Filippo Buonaccorsi

Tussen 1477 en 1479 verbleef hij langere tijd in Italië, met name in Venetië maar ook voor een periode van acht maanden in Rome. Dankzij zijn pleidooi voor schikking met het Ottomaanse Rijk werd op 25 januari 1479 een vredesverdrag gesloten tussen Venetië en het Ottomaanse Rijk na een periode van vijftien jaar oorlog. Na de hervatting van de vijandelijkheden tussen Polen en het Ottomaanse Rijk reisde hij naar het hof van Keizer Frederik III voor het vormen van een bondgenootschap tegen de Ottomanen en Hongaren. Hierin slaagde hij waarop Buonaccorsi doorreisde naar Venetië om hen in het bondgenootschap te betrekken, maar hier ving hij bot. In 1487 ontstond er bereidheid om de vijandigheden neer te leggen tussen Polen en de Turken. Dit resulteerde in een wapenstilstand van drie jaar die onder leiding van Buonaccorsi tot stand kwam. In deze zelfde tijd schreef Buonaccorsi twee belangrijke werken. In 1487 schreef hij de Historia de rege Vladislao over koning Wladislaus van Varna. Een jaar later kwam ook zijn werk Attila uit. 
Na de dood van Matthias Corvinus in 1490 brak er een opvolgingsstrijd uit tussen twee zoons van Casimir IV: Wladislaus en Jan Albrecht. Deze laatste leidde een leger naar Hongarije om zijn troon te claimen en hierbij werd hij vergezeld door Buonaccorsi. Jan Albrecht werd verslagen door zijn broer en hierop moest Buonaccorsi vluchten. Datzelfde jaar overleed ook Casimir IV en werd hij volgens wens opgevolgd door zijn zoon Jan Albrecht. Tijdens het interregnum was Buonaccorsi genoodzaakt tijdelijk in Wenen te wonen tot aan de troonsbestijging van Jan I Albrecht.
Na zijn terugkeer aan het hof bereikte Buonaccorsi het hoogtepunt van zijn invloed aan het Poolse hof. Tijdens zijn laatste jaren spande hij zich in om de vrede te bewaren tussen de koninklijke broers Wladislaus en Jan I Albrecht. Een andere broer van hen, Sigismund, was een bedreiging voor de positie van Alexander, groothertog van Litouwen. Om zijn potentiële gevaar te minimaliseren ging Buonaccorsi in onderhandeling met de Venetianen om Sigismund aan te stellen tot hun opperbevelhebber. Door interventie van de keizer ging dit plan niet door. Buonaccorsi overleed op 1 november 1496 in Krakau en werd begraven in de Dominicanenkerk.